# Гайгер, Винценц
Ви́нценц Га́йгер (нем. Vinzenz Geiger; род. 24 июля 1997, Оберстдорф, Бавария) — немецкий двоеборец, двукратный олимпийский чемпион (2018 и 2022), чемпион мира 2025 года, многократный победитель этапов Кубка мира. Обладатель Кубка мира сезона 2024/2025 годов. 

## Карьера

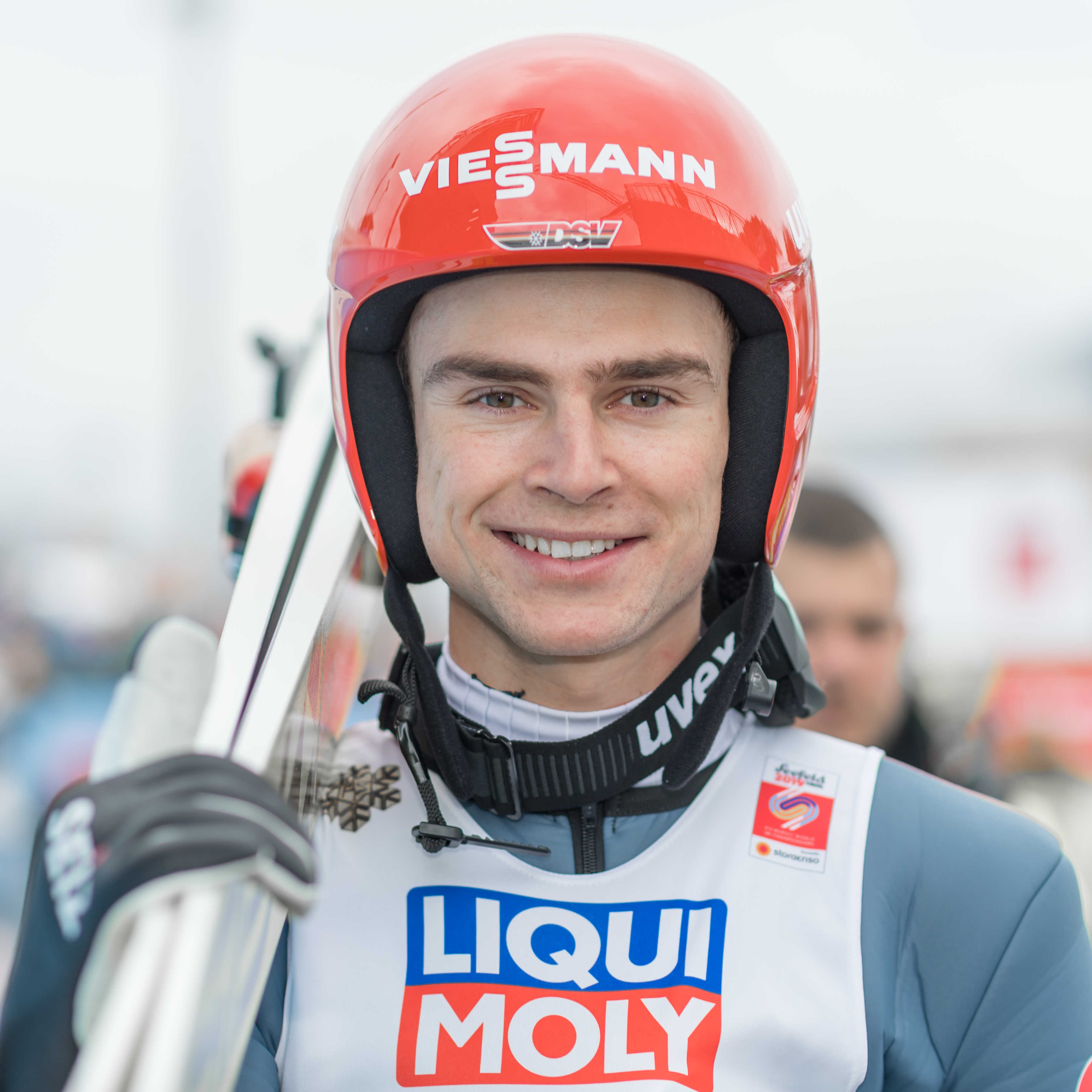
2019 год

Винценц Гайгер начал свою международную карьеру на Континентальном Кубке в январе 2015 года. А спустя почти год, 5 декабря 2015 года, он дебютировал в Кубке мира в Лиллехаммере, где в дебютном соревновании занял 31 место. Но закрепиться в основной сборной ему так и не удалось и немец был снова сослан на Континентальный Кубок, где ему удалось победить в Рамзау. В феврале спортсмен принял участие в чемпионате мира 2016 года среди юниоров в румынском Рышнове, где выиграл две серебряные медали: в личной гонке на 10 км и в эстафете.
С сезона 2016/2017 года Винценц выступает в Кубке мира на постоянной основе. 18 декабря 2016 года он впервые попал на подиум в Кубке мира в австрийском Рамзау, где уступил только двум товарищам по команде Эрику Френцелю и Фабиану Риссле. В феврале 2017 на чемпионате мира среди юниоров в Солджер-Холлоу Гайгер выиграл золотую медаль в гонке на 5 км. Однако в основной состав команды Германии на чемпионат мира по лыжным видам спорта 2017 года он не вошёл.
На Олимпийских играх 2018 года стал чемпионом в эстафете. В личных гонках занял 7-е и 9-е места.
13 января 2019 года в возрасте 21 года выиграл свой первый этап Кубка мира в Валь-ди-Фьемме. В сезоне 2018/19 занял пятое место в общем зачёте Кубка мира. На чемпионате мира 2019 года в Зефельде завоевал серебро в эстафете. В личных гонках не сумел попасть в 10-ку лучших.
В сезоне 2019/20 выиграл два этапа Кубка мира и занял третье место в общем зачёте.
19 и 20 декабря 2020 года выиграл два этапа Кубка мира в Рамзау. 6 и 7 февраля выиграл два этапа Кубка мира в Клигентале.
На домашнем чемпионате мира 2021 года в Оберстдорфе Винценц вновь выиграл серебряную награду в командном первенстве.
На чемпионате мира 2025 года в Тронхейме в смешанном командном соревновании стал серебряным призёром в составе команды Германии, а также бронзовым призёром в новой дисциплине компакт-гонке. В командной эстафете в составе Германии выиграл золотую медаль.  